# Anón (Ponce)
Anón es un barrio ubicado en el municipio de Ponce en el estado libre asociado de Puerto Rico. En el Censo de 2010 tenía una población de 1670 habitantes y una densidad poblacional de 50,16 personas por km².

## Geografía
Anón se encuentra ubicado en las coordenadas 18°8′35″N 66°35′26″O / 18.14306, -66.59056. Según la Oficina del Censo de los Estados Unidos, Anón tiene una superficie total de 33.29 km², que corresponden a tierra firme.

## Demografía
Según el censo de 2010, había 1670 personas residiendo en Anón. La densidad de población era de 50,16 hab./km². De los 1670 habitantes, Anón estaba compuesto por el 81.92% blancos, el 5.33% eran afroamericanos, el 0.72% eran amerindios, el 0.18% eran asiáticos, el 7.25% eran de otras razas y el 4.61% pertenecían a dos o más razas. Del total de la población el 99.58% eran hispanos o latinos de cualquier raza.